# Serviços Aéreos Cruzeiro do Sul
Os Serviços Aéreos Cruzeiro do Sul, também chamada de Cruzeiro do Sul ou simplesmente Cruzeiro, foi a segunda companhia aérea brasileira mais antiga do Brasil. Inicialmente chamado de Syndicato Condor Ltda foi oficialmente constituída em 1º de dezembro de 1927 no Rio de Janeiro. Herdeira da operação do Condor Syndikat, empresa criada por pioneiros da aviação alemã, posteriormente incorporado pela Lufthansa. A empresa nasceu operando entre o Rio de Janeiro e Porto Alegre, mas logo expandiu seus serviços até Natal. Os voos eram operados por Dorniers Val e Junkers G24.

## História

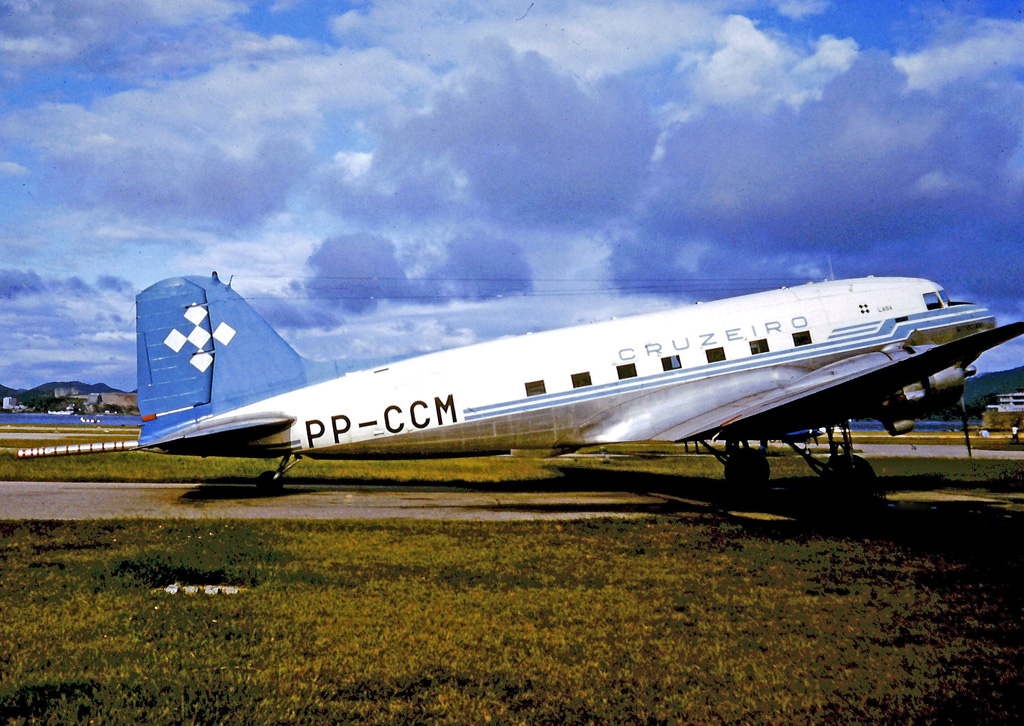
Douglas C-47A (DC-3) da Cruzeiro em 1975.

O Syndicato Condor estabeleceu uma linha que nascia na Alemanha e prosseguia até Santiago do Chile, transportando correio. Esse serviço utilizava várias aeronaves e tripulações, que iam passando sua carga de aeronave a aeronave, fazendo escalas até em navios aeródromos no meio do oceano.
Em 1933, uma nova rota até Cuiabá foi inaugurada. O Brasil começava a ser desbravado - pelo ar. Em 1935, as linhas costeiras chegam até Fortaleza. Dois anos depois, até Carolina, no Maranhão. Em 1939, os hidroaviões são substituídos pelos Junkers Ju-52, e os voos atingem Rio Branco.
Com o início da Segunda Guerra Mundial, as peças de reposição para aeronaves alemãs tornam-se difíceis de conseguir. O Governo Vargas, inicialmente simpático ao Eixo, muda de posição no meio do conflito e vem para a banda dos Aliados. O Syndicato Condor percebe ser fundamental a mudança de nome, afastando-se de suas origens alemãs.

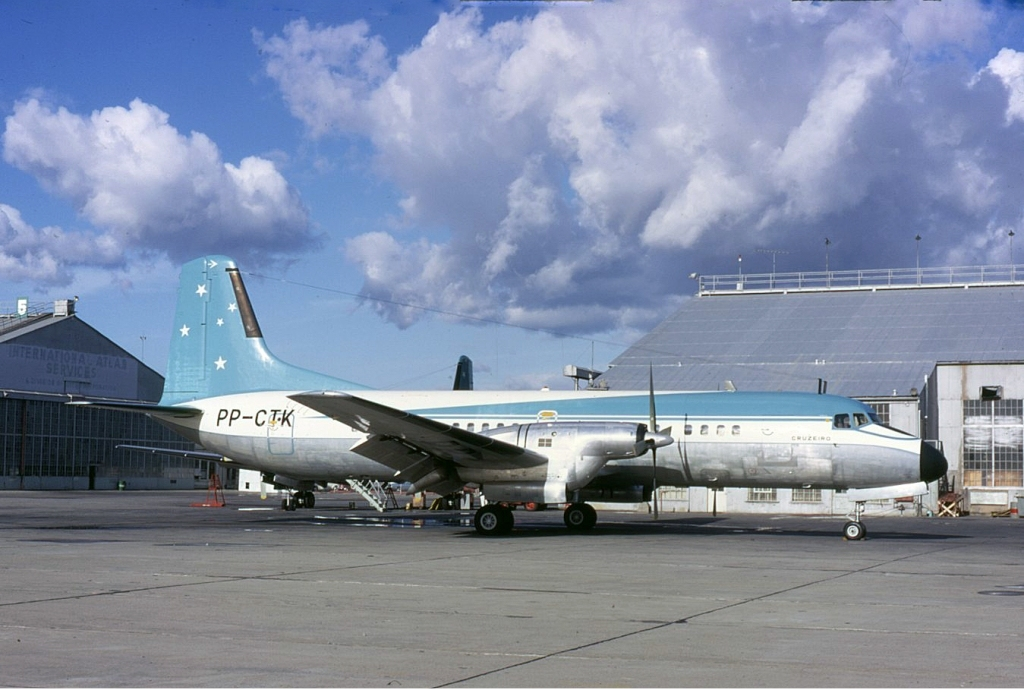
NAMC YS-11 da Cruzeiro no Aeroporto Internacional de Oakland, Estados Unidos, em 1968.

Nasce em 16 de janeiro de 1943 a designação Serviços Aéreos Cruzeiro do Sul Ltda. No mês seguinte, a empresa compra 4 Douglas DC-3 e começa a mudar sua frota para equipamentos norte-americanos. Em 1948, finalmente são aposentados os Focke Wulf FW 200, usados na rota Rio-Buenos Aires. A frota padronizada em DC-3 e C-47 enfrenta agora a competição de aproximadamente 30 empresas aéreas domésticas, criadas no pós-guerra.

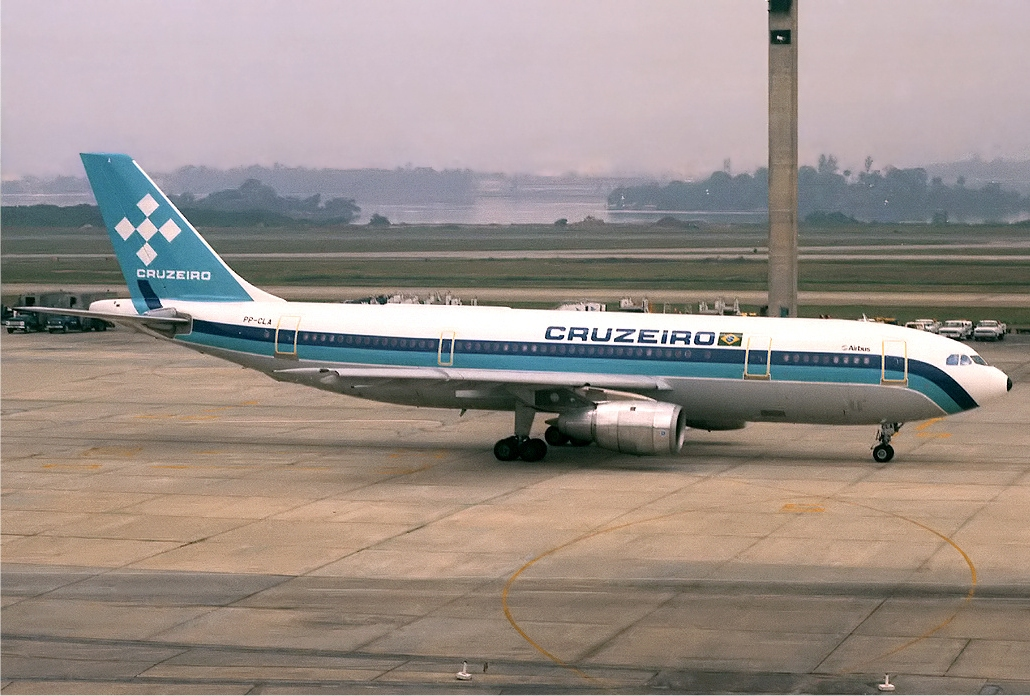
Airbus A300B4-200 da Cruzeiro no Aeroporto Internacional do Rio de Janeiro-Galeão em 1984.

A Cruzeiro, já internacional, ganha em 1947 o direito de servir Porto Rico, Nova Iorque e Washington. Recebe para tais voos 3 Douglas DC-4, mas exige subvenção governamental para operar nesta rota. Trinta voos de "reconhecimento" são feitos até 1949. A subvenção não sai e os DC-4 são trocados por Convair 340, o primeiro deles chegando apenas em março de 1954.
A Cruzeiro trouxe 4 Caravelles, a partir de Janeiro de 1963. Com o fechamento da Panair do Brasil, herdou mais 3, além de alguns Catalinas, mantidos em operação nas rotas amazônicas.
Em 4 de setembro de 1967, a Cruzeiro recebeu o primeiro de 12 YS-11A operados até 1975, mais uma aeronave introduzida no Brasil graças à companhia.
Em 1968, encomendou 4 Boeings 727-100, iniciando serviços com os mesmos em 03/01/1970 nas rotas Rio-Brasília e Rio-Buenos Aires. Em 1969, Leopoldino Amorim asssume a presidência, deixada vaga pela morte de Dr.José Bento Ribeiro Dantas, presidente da empresa desde 1942.

## Venda
A década de 70 começou mal para a empresa, sendo que a mesma encontrou crescentes dificuldades para competir com a Varig, Vasp e com o crescimento da Sadia/Transbrasil. Quando finalmente obteve a chance de renovação de sua frota com a aquisição de 6 Boeing 737-200, a Cruzeiro se viu envolvida em negociações onde Vasp e Varig disputaram seu controle acionário, sendo que em 22 de maio de 1975 a Cruzeiro foi adquirida pela Fundação Rubem Berta, até então controladora da Varig. Deixava de existir uma das pioneiras da aviação brasileira.
A marca e o nome, porém, foram mantidos e a Varig usava a Cruzeiro para ter direitos a mais rotas e obter um faturamento de duas empresas. Como na compra dos 4 Airbus A300B4, que foram negociados com o consórcio Airbus Industries pela Cruzeiro, até por ser um produto desconhecido, os dois primeiros aviões matriculados PP-CLA e PP-CLB fizeram tanto sucesso na rota para Miami, que o FAA fez questão de lembrar a Varig que a rota era dela e não da Cruzeiro, então os outros dois aviões chegaram para a Varig e receberam os prefixos PP-VND e PP-VNE. Outra situação em que a Cruzeiro foi usada como laboratório foi no experimento de meses com o MD82, matriculado PP-CJM, no entanto o avião chegou a ter 6 unidades prospectadas pela Cruzeiro, mas uma alta do dólar enterrou os planos e o PP-CJM foi devolvido após o período de experiência.

## Cruzeiro como subsidiária da Varig
Embora Varig e Cruzeiro do Sul tenham sido mantidas como empresas separadas que funcionavam como um consórcio, na realidade as frequências e frotas foram integradas e racionalizadas, a fim de evitar a duplicação de serviços. Em 1975, quando havia apenas quatro companhias aéreas nacionais que operavam no Brasil (Varig, Cruzeiro, Vasp e Transbrasil) e o mercado era rigidamente regulado, o governo destinou um máximo de 45% da quota de mercado para o consórcio Varig/Cruzeiro, sendo o restante dividida entre as outras duas linhas aéreas. O consórcio teve, porém, o monopólio das rotas internacionais e operou em todas as grandes cidades brasileiras.
Em 1979, a Cruzeiro comprou dois Airbus A300B4. Em 14 de junho de 1983 a Cruzeiro usando suas concessões abriu novos serviços internacionais para Port of Spain e Bridgetown e mantidos os existentes para Montevidéu, Buenos Aires, La Paz, Santa Cruz de la Sierra, Iquitos, Paramaribo e Caiena. Em 1986, a frota de Cruzeiro consistia de dois Airbus A300B4, 6 Boeing 727-100 e 6 737-200.
Na área econômica no entanto, o déficit, desde a compra da Varig nunca deixou de crescer. Finalmente, no dia 1 de janeiro de 1993 a Cruzeiro do Sul deixou de existir quando foi totalmente absorvido pela Varig. Em 1997, o último 737-200 ainda pintados com o esquema de cores do Cruzeiro e com o registro Cruzeiro recebeu as cores da Varig. Seus traços desapareceram em 2001, com a retirada dos aviões PP-CJN, CJO, CJR, CJT. Por ironia do destino, o PP-CJT ainda voltou à Varig quando esta teve severos problemas de frota em 2002.

## Aeronaves Operadas

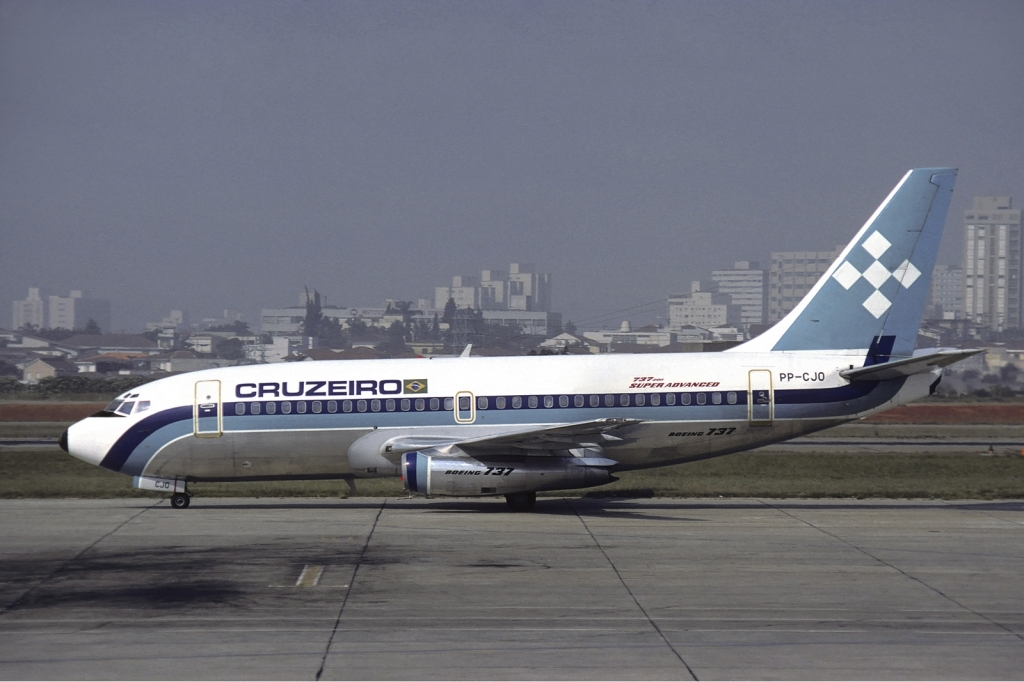
Boeing 737-200 da Cruzeiro no Aeroporto de Congonhas em 1977.

- Airbus A300B4-203: 2 (PP-CLA; PP-CLB) (PP-CLC trocado para PP-VND), (PP-CLD trocado para PP-VNE)
- Beech AT11 (PP-CCF (Batuíra) (Acidentado em 11/10/1956 - Itacuru-MG), PP-CCG (Irerê), PP-CCH (Marreca), PP-CDA (Atobá), PP-CDE (Jaó), PP-CDF (Tuiuiú)
- Boeing 727-100: 8 (PP-CJE; PP-CJF; PP-CJG (Acidentado em 26/07/1971 - Manáus-AM); PP-CJH; PP-CJI; PP-CJJ; PP-CJK; PP-CJL (Acidentado em 02/03/1981 - Salvador - BA))
- Boeing 737-200: 6 (PP-CJN (Acidentado em 16/09/2001 - Goiânia - GO); PP-CJO (Acidentado em 14/02/1997 - Carajás - PA); PP-CJP; PP-CJR; PP-CJS; PP-CJT)
- Caravelle VI-R: 7 (PP-CJA, PP-CJB, PP-CJC, PP-CJD, PP-PDX (Acidentado em 01/06/1973 em Sao Luís-MA), PP-PDV (Acidentado em 23/12/1972 em Manáus-AM), PP-PDZ)
- Convair 240: 10 (PP-CET (Regulus), PP-CEU Aldebaran) , PP-CEV (Betelgeuse) (Acidentado em 15/01/1963 - São Paulo - SP), PP-CEW (Polaris), PP-CEY (Salph), PP-CEZ (Dube) (Acidentado em 03/05/1962 - Vitória - ES), PP-CFA (Rigel), PP-CFB Belatrix), PP-CFC (Alderamin), PP-CFD (Arcturus) (Acidentado em 20/08/1965 - Rio de Janeiro - RJ)
- Convair 340: 4 (PP-CDW (Sirius) (Acidentado em 03/05/1963 - São Paulo - SP) , PP-CDY (Canopus) (Acidentado em 22/01/1963 - Parnaiba - PI), PP-CDZ (Vega), PP-CEA (Antares)
- Convair 440: 5 (PP-CEN (Castor), PP-CEO (Pólux), PP-CEP (Alcyon) (Acidentado em 16/06/1958 em  S.José dos Pinhais, Curitiba - PR), PP-CER (Procyon), PP-CFE (Altair) subst. PP-CEP )
- Douglas DC-2: 1 (PP-CEC (Morubixaba) )
- Douglas DC-3: 50 ( (PP-CBS (Três Américas) (Acidentado em 05/02/1946 - Ilhéus - BA), PP-CBT (América do Norte), PP-CBU (América Central), PP-CBV (América do Sul) (Acidentado em 28/09/1971 - Sena Madureira - AC), PP-CBX (Tupi) (Acidentado em 13/03/1948 - Serra da Cantareira - São Paulo - SP), PP-CBY (Tamoio) (Acidentado em 26/08/1955 - Serra do Caparaó - Castelo - ES), PP-CBZ (Tapuio) (Acidentado em 14/04/1969 - Santa Isabel - AM), PP-CCA (Tabajara) (Acidentado em 21/04/1946 - Corumbá - MS), PP-CCB (Timbira), PP-CCC (Tupiniquim) (Acidentado em 01/12/1955 - Belém - PA), PP-CCD (Tupinambá) (Acidentado em 28/04/1946 - Rio Negro - Barcelos - AM), PP-CCE (Tapira), PP-CCI,PP-CCK (Bugre) (Acidentado em 26/07/1951 - Trinidad , Bolívia)), PP-CCL (Bororó) (Acidentado em 22/08/1970 - Cruzeiro do Sul - AC), PP-CCM (Botocudo), PP-CCN (Biguá), PP-CCO (Bacuráu), PP-CCP (Juruena) (Acidentado em 21/10/1954 - Baía de Guanabara - Rio de Janeiro - RJ), PP-CCR (Baré), PP-CCT (Bugio), PP-CCV (Jaru), PP-CCW (PIquiri), PP-CCY (Carajá), PP-CCX (Caeté) (Acidentado em 22/03/1951 - Florianópolis - SC), PP-CCZ (Caritiana), PP-CDB (Ibagé), PP-CDC, PP-CDD (Tupanciretã), PP-CDG (Joá), PP-CDH, PP-CDI (Banzo)(Acidentado em 19/08/1958 - Itajaí - SC), PP-CDJ (Abilily) (Acidentado em 12/09/1954 - Baía de Guanabara - Rio de Janeiro - RJ), PP-CDK (Guanandi), PP-CDL (Goitacás), PP-CDM (Arapuã) PP-CDN (Tuchaua), PP-CDO (Anhambi), PP-CDP (Andradina), PP-CDR (Curussá), PP-CDS (Caajara) (Acidentado em 12/04/1960 - Pelotas - RS), PP-CDT (Coriamba) , PP-CDU (Pyatá), PP-CDV (Petrolina), PP-CEB, PP-CED (Mero), PP-CES (Aniquim), PP-SAD (Erechim) (Acidentado em 20/03/1968 - Feijó - AC), PP-SAE (Uruguaiana) (ex PP-CDK), PP-AJC (Itajaí), PP-AJD (Tubarão) (ex PP-CDM), PP-AJE (Acidentado em 08/08/1968 - Caruari - AM) (ex PP-CDP), PP-PED, PP-BHP (Tambaqui) (ex PP-CDG), PP-AOB (Aerofoto).
- Douglas DC-4: 3 (PP-CCI (Sirius) , PP-CCJ (Canopus), PP-CCS (Vega)
- Lockheed l-12A (PP-CBW)
- YS-11: 13 (PP-CTA, PP-CTB, PP-CTC, PP-CTD, PP-CTE, PP-CTF, PP-CTG (Acidentado em 18/10/1972 - São Paulo - SP), PP-CTH, PP-CTI(Acidentado em 29/04/1977 - Navegantes - SC), PP-CTJ, PP-CTK, PP-CTL, PP-CTN)
- C-82: 10 (PP-CEE (Hércules), PP-CEF (Centauro)  (Acidentado em 16/01/1958 - Belém - PA),PP-CEG, PP-CEH (Acidentado em 11/01/1958 - Rio de Janeiro -= RJ), PP-CEI, PP-CEJ, PP-CEK (Atlas), PP-CEL, PP-CEM, PP-CFF)
- MD-82: 1 (PP-CJM)

## Galeria
- Sud Aviation SE-210 Caravelle da Cruzeiro no Aeroporto Internacional de Porto Alegre/Salgado Filho em 1977.
- Boeing 727-25 em 1984.
- Sud Aviation Caravelle VI-R em 1975.